# Carorita
Carorita este un gen de păianjeni din familia Linyphiidae.
Cladograma conform Catalogue of Life:
| Carorita | \| \| Carorita limnaea \| \| \| \| \| \| Carorita sibirica \| \| \| \| |
|          | \| \| Carorita limnaea \| \| \| \| \| \| Carorita sibirica \| \| \| \| |
|          | Carorita limnaea                                                       |
|          |                                                                        |
|          | Carorita sibirica                                                      |
|          |                                                                        |